# David Medalla
David Medalla   (Manila, 23 de març de 1942 - 28 de desembre de 2020) fou un artista internacional filipí. El seu treball s'estén per l'escultura, la pintura d'art cinètic, la instal·lació i la performance. Vivia i treballava a Londres, Nova York i París.
Medalla va néixer a Manila, les Filipines, el 1942. A l'edat de 12 se'l va admetre a la Universitat de Colúmbia de Nova York amb la recomanació del poeta americà Mark Van Doren i va estudiar drama grec antic amb Moses Hadas, drama modern amb Eric Bentley, literatura moderna amb Lionel Trilling, filosofia moderna amb John Randall i assistia als tallers de poesia de Leonie Adams.
Durant els últims anys de la dècada del 1950 retornava a Manila i coneixia el poeta català Jaime Gil de Biedma i el pintor Fernando Zóbel de Ayala, que es convertien en els primers patrons del seu art. En la dècada de 1960 a París, el filòsof francès Gaston Bachelard introduïa la seva performance 'Germà d'Isidora' en l'Acadèmia de Raymond Duncan, més tard, Louis Aragon introduiria una altra performance i finalment, Marcel Duchamp l'honrava amb un objecte 'medallic'.
La seva feina va ser inclosa en l'exposició de Harald Szeemann 'Weiss auf Weiss' (1966) i Live in Your Head: When Attitudes Become Form (1969) i en la mostra de DOCUMENTA 5 de 1972 a Kassel.
Durant els primers anys 1960 es traslladava al Regne Unit i cofundava la Signals Gallery de Londres el 1964, que s'exposava art cinètic internacional. Era editor de les notícies de Senyals des de 1964 a 1966. El 1967 iniciava la Exploding Galaxy, un conflent internacional d'artistes multimitjans de comunicació. Des de 1974 fins al 1977 va ser el president d'Artists for Democracy, una organització dedicada a donar suport material i cultural als moviments d'alliberació a escala mundial' i director del Centre Cultural Fitzrovia a Londres.
A Nova York, el 1994, fundava el Mondrian Fan Club amb Adam Nankervis com a vicepresident.
Entre l'1 de gener 1995 i el 14 febrer de 1995 David Medalla llogava el 55 Gee Street Londres, en el qual vivia i exposava. Exhibia set versions noves de les seves construccions biocinètiques dels sixties (màquines de bombolla; i una màquina de sorra monumental). Aquestes màquines eren construïdes a partir del disseny original de Medalla, per l'artista anglès Dan Chadwick. L'exposició també presentava impressions a gran escala del seu New York 'Mondian Events' amb Adam Nankervis, i cinc pintures a l'oli grans en lona creades per David Medalla in situ al 55 Gee Street.
Va ser el fundador i director del London Biennale del 1998, un festival d'arts lliure "do-it-yourself", que exposaven les obres de Mai Ghoussoub, Mark Mcgowan, Deej Fabyc, Marko Stepanov, Adam Nankervis, James Moores, Dimitri Launder, Fritz Stolberg, Salih Kayra, i molts altres.
David Medalla va guanyar el premi de la Fundació de les Arts de Nova Jork i el premi Jerome Foundation of America.